# 나바조 조
나바조 조(Navajo Joe, Savage Run)는 이탈리아에서 제작된 세르지오 코르부치 감독의 1966년 영화이다. 버트 레이놀즈 등이 주연으로 출연하였고 에르마노 도나티 등이 제작에 참여하였다.

## 출연

### 주연
- 버트 레이놀즈
- 알도 샘브렐

### 조연
- 니콜레타 마키아벨리
- 페르난도 레이
- 타니아 로페트
- 프란카 폴레셀로
- 피에르 크레소이
- 앤젤 알바레즈
- 루시오 로사토
- 라파엘 알바이친
- 로렌조 로블레도
- 알바로 드 루나
- 크리스 휴에타
- 디아닉 주라코스카

## 제작진
- 의상: 마르첼라 데 마르치스